# Deltocephalus beomus
Deltocephalus beomus är en insektsart som beskrevs av Kramer 1971. Deltocephalus beomus ingår i släktet Deltocephalus och familjen dvärgstritar. Inga underarter finns listade i Catalogue of Life.